# Nuland

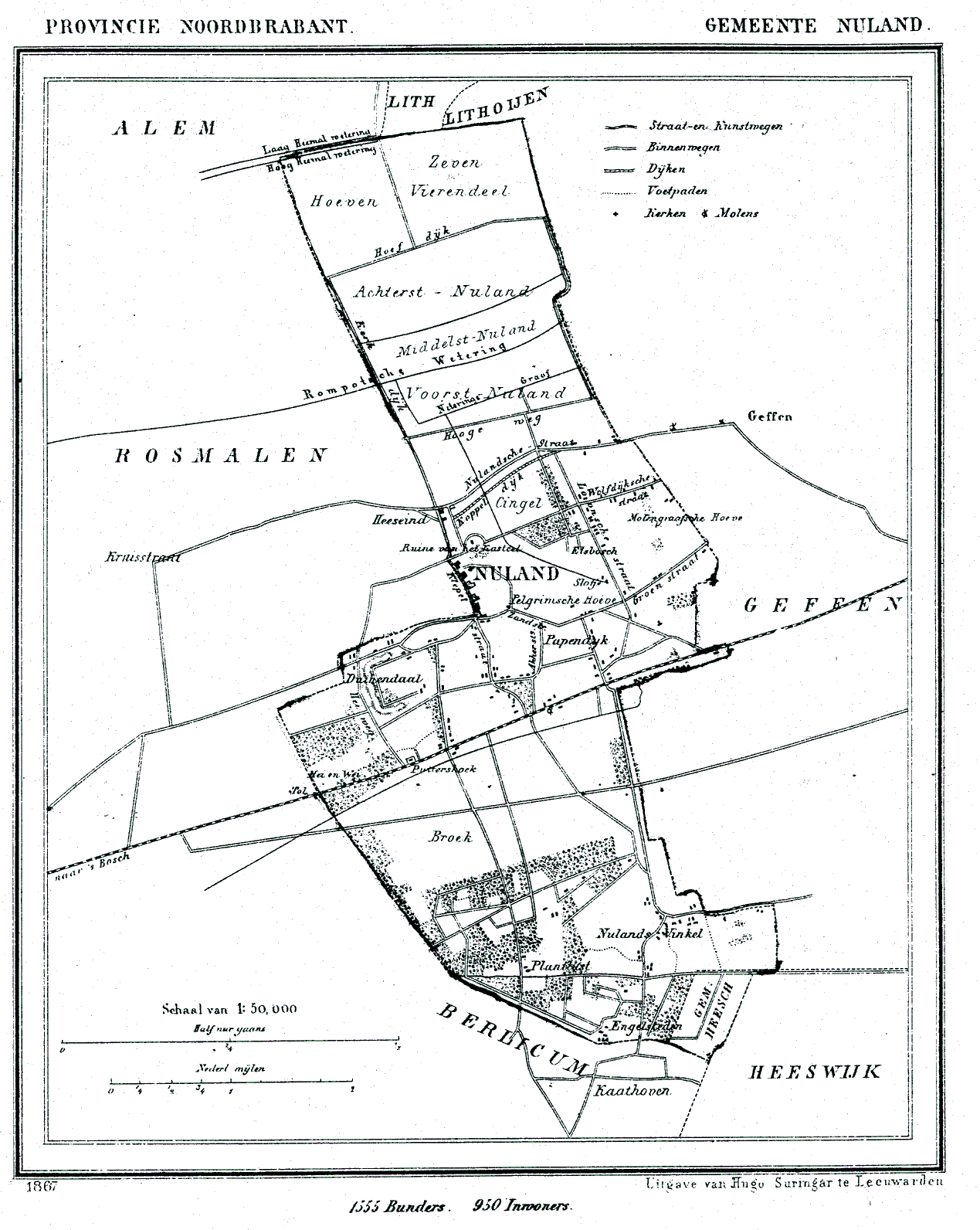
L'ancienne commune de Nuland en 1867.

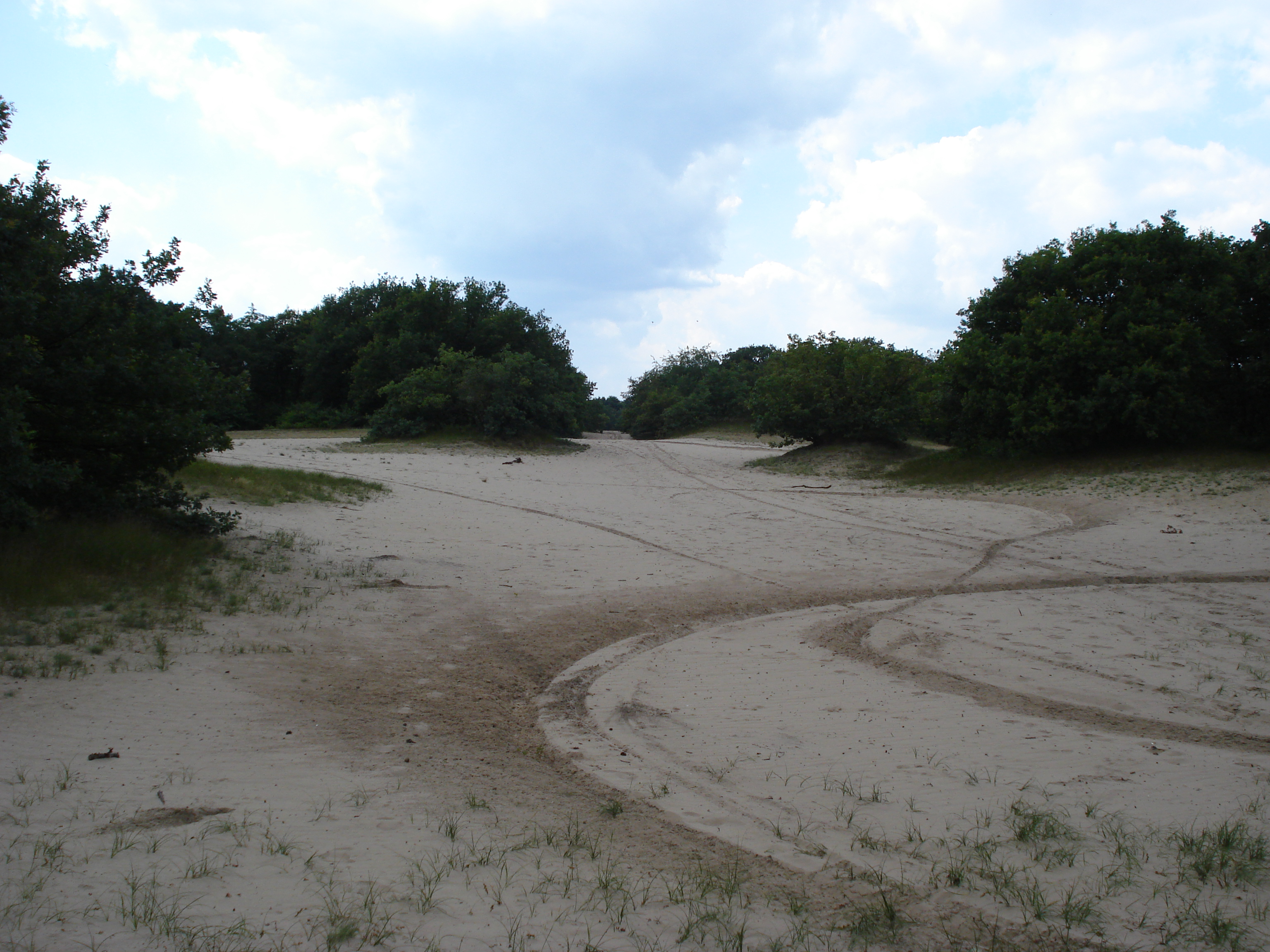
Nuland, les sables.

Nuland est une ancienne commune et un village de la commune néerlandaise de Bois-le-Duc dans le nord-nord-est de la province du Brabant-Septentrional. Le 1er janvier 2006, Nuland compte 4 457 habitants.

## Nom et site
Nuland, au cours des siècles aussi appelé Nolland, Nuweland, Nijland ou Nieuwland, signifie terre nouvelle. Nuland est situé sur des légères hauteurs de sable fluvial datant du Pléistocène au bord de la traverse du Déversoir de Beers, qui était jusqu'en 1942 la zone d'inondations hivernales de la Meuse. Ces tertres de sable fluvial, en néerlandais appelés donk, sont à l'origine du nom de la commune de Maasdonk.

## Histoire
La première mention de Nuland en tant que localité date de 1298 ou 1299 quand le Duc de Brabant donne aux habitants de Nuland des terres communales à Vinkel (le Nulands Vinkel) pour l'élevage et pour l'extraction de la tourbe.
Nuland appartenait d'abord au Seigneur de Geffen et Nuland, ensuite Nuland est une seigneurie, fief du Duc de Brabant. Son territoire s'incruste en bande étroite mais longue, orienté nord-sud, entre les seigneuries de Rosmalen et de Geffen. La maison seigneuriale de Nuland, se trouvait presque au pied du château de Geffen. Le territoire de Rosmalen touchait à la place de l'église de Nuland. D'ailleurs, une partie de Rosmalen et de Rosmalens Vinkel appartenait pendant des siècles à la paroisse de Nuland.

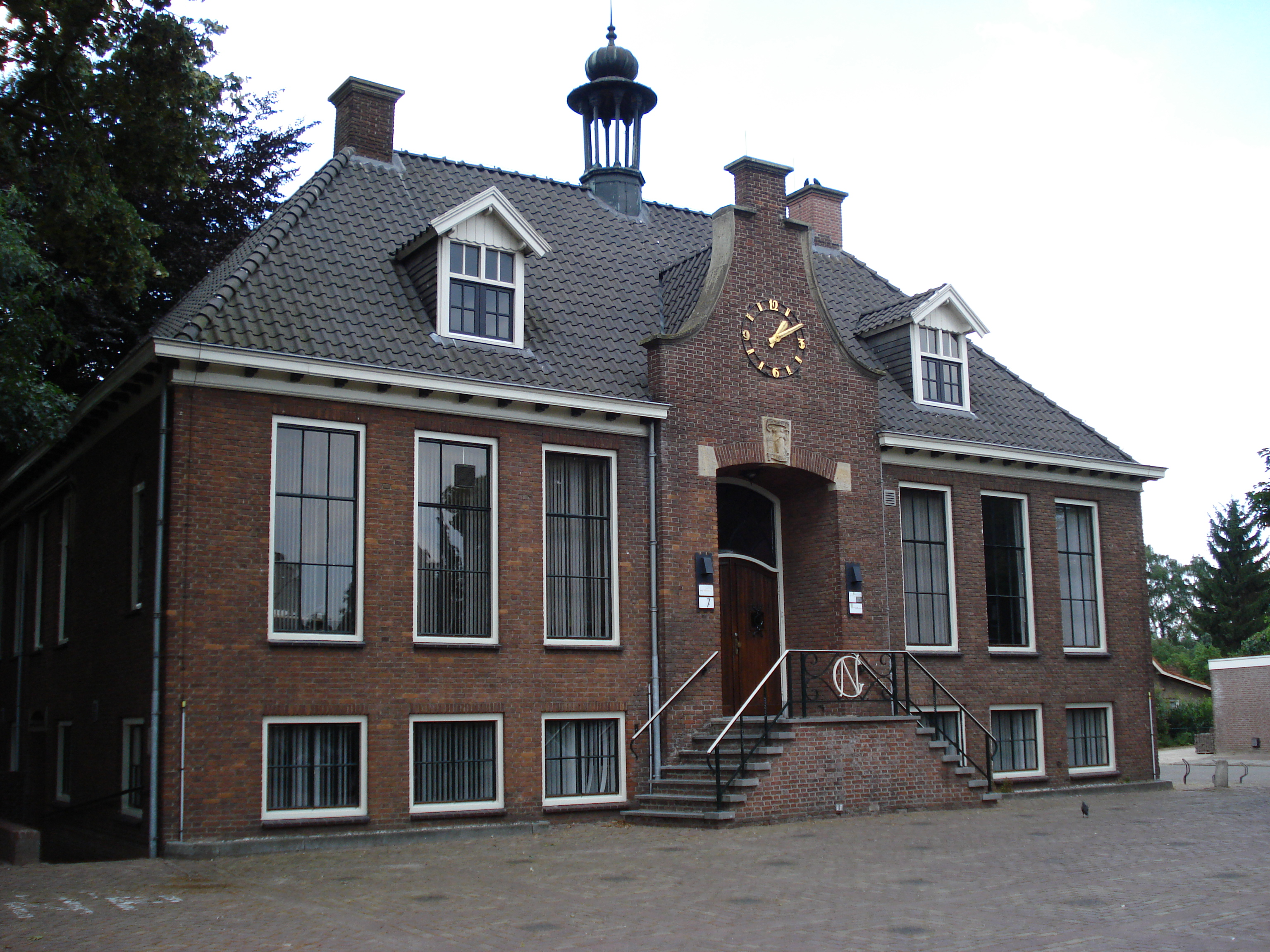
Nuland, l'ancienne mairie.

En 1512, des troupes venant de Gueldre brûlent la seigneurie. Elles reviennent en 1528, mais cette fois-ci la garnison de Bois-le-Duc les chasse. De 1630 à 1658 le Seigneur de Nuland est Roelof van Statenbroek. En 1660 le fief est vendu à Lamoraal van der Noot. Vers 1740, le sieur Speelman est le propriétaire et vers 1800 le sieur David van de Poel, puis la dame Adriana Crena et ensuite l'écuyer Wilem Gevaerts. Nuland est alors déjà une commune qui, en plus du village, englobe les hameaux et lieux-dits Lagekant, Schotsen Heuvel, Heikens-rot, Helzenhoek, Puttershoek, Nulands Vinkel et, en partie, Kaathoven. En 1993, les anciennes communes de Nuland et de Geffen avec Nulands Vinkel et Geffens Vinkel fusionnent pour former la commune de Maasdonk, dont Geffen devient le chef-lieu. Un peu plus tard, les autres parties de la localité Vinkel sont également annexées par Maasdonk.

## La paroisse

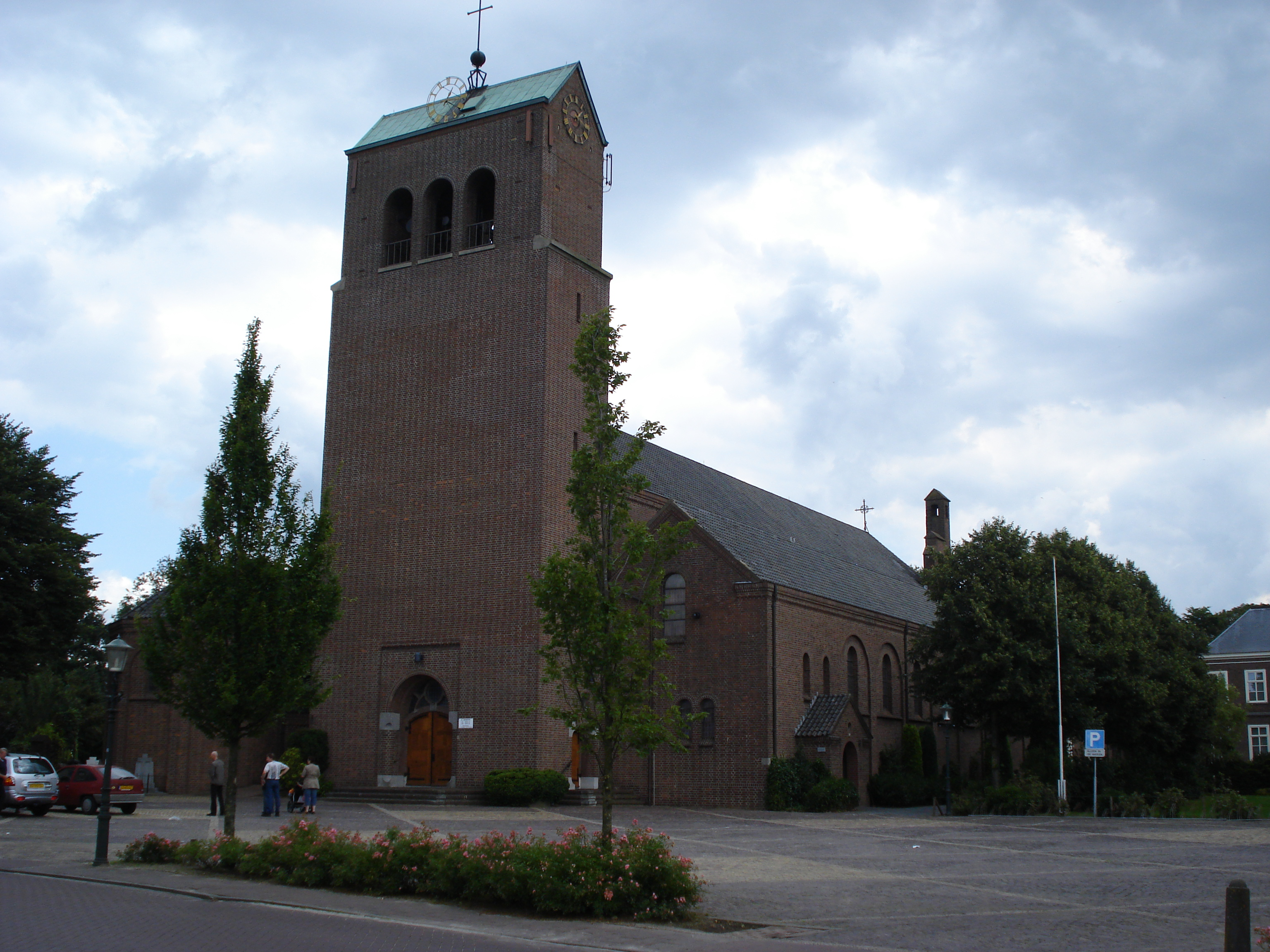
Nuland, l'église.

Nuland possédait dès le XIIe siècle une première église, consacrée à Saint-Jean décapitation. La paroisse comprenait plusieurs hameaux de Rosmalen, y compris Rosmalens Vinkel. En 1629, la région de Bois-le-Duc tombe en main des États Généraux et quelques années après, le curé de Nuland doit se réfugier à Megen. En 1635, l'église est saisie et donnée aux protestants. En 1664, on permet aux catholiques de construire une grange-église qui a été remplacée en 1739 par une deuxième et en 1802 par une troisième grange-église, toujours sans clocher.
Nuland, situé au bord de la traverse du Déversoir de Beers était exposé aux inondations pendant les crues hivernales de la Meuse. En décembre 1833 la digue de la traverse cède et presque tout le territoire de Nuland est inondé. Le temple (l'ancienne église catholique), situé dans le polder de Nuland, est endommagé. En 1846, les catholiques peuvent racheter cette église dans le polder. On veut d'abord protéger l'église contre les inondations par une digue, mais la commune de Geffen ne voulait pas participer aux frais et le curé de Nuland décide de remplacer le bâtiment par une église plus au sec. Cette église est consacrée en 1859. Malheureusement, elle a tellement souffert de la guerre, en 1944, qu'on a dû la démolir et entre-temps on tenait les services religieux dans l'école jusqu'à la mise en service de l'actuelle église en 1950.